# Franz Betz (Sänger)

Franz Betz

Franz Conrad Josef Maria Betz (* 19. März 1835 in Mainz; † 11. August 1900 in Berlin) war ein deutscher Opernsänger (Bassbariton). Er wirkte von 1859 bis 1897 an der Berliner Hofoper und war vor allem in der Rolle des Hans Sachs in Richard Wagners Die Meistersinger von Nürnberg sehr erfolgreich, wurde aber auch in Opernrollen Giuseppe Verdis sehr geschätzt.

## Leben
Ausgebildet in Karlsruhe, debütierte er 1856 am Hoftheater von Hannover mit dem „Heerrufer“ in Wagners Lohengrin, woraufhin er in weiteren deutschen Hoftheatern gastieren durfte. 1859 gelang ihm an der Hofoper Berlin mit der Rolle des „Don Carlo“ in Verdis Ernani ein großer Erfolg, der ihm einen zeitlich unbegrenzten Vertrag einbrachte.
Richard Wagner engagierte ihn 1868 für die Rolle des „Hans Sachs“ in der Uraufführung der Meistersinger. Betz sang diese Rolle mehr als hundert Mal und wurde quasi mit dieser Bühnenfigur identifiziert. Als „Wotan“ wirkte er bei der ersten Gesamtaufführung des Der Ring des Nibelungen mit und kreierte zur gleichen Begebenheit den „Wanderer“ im Siegfried.

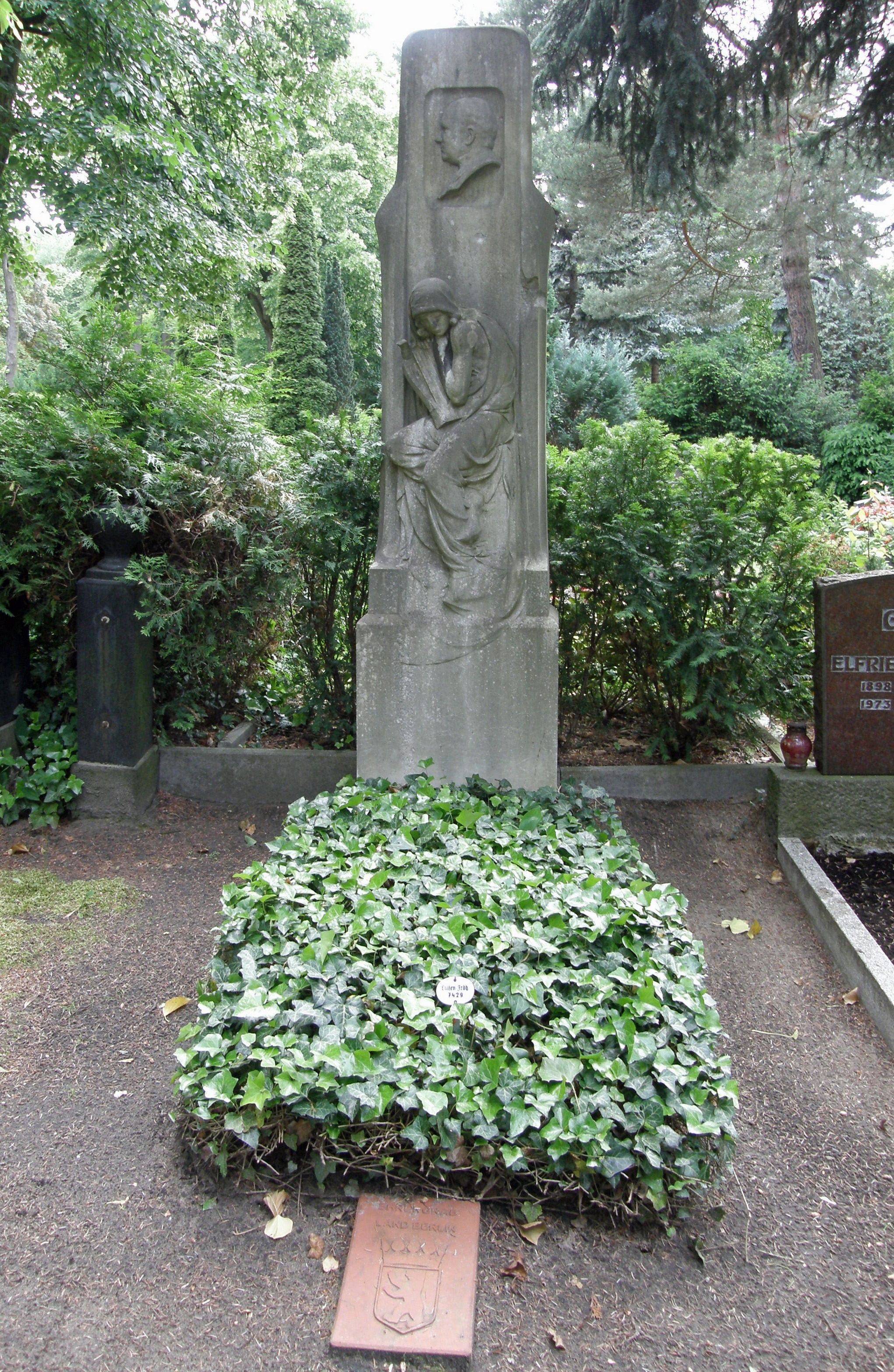
Das Grab von Franz Betz in Berlin-Westend (2009), hier noch mit Ehrengrab-Markierung

Betz gastierte außerdem an zahlreichen inländischen und an einigen ausländischen Theatern in Europa. Von 1882 bis 1890 war er der zweite Präsident der Genossenschaft Deutscher Bühnenangehöriger. Nach dem Ende seiner Sängerlaufbahn 1897 wurde er zum Ehrenmitglied der Berliner Hofoper ernannt.
Franz Betz starb im Jahr 1900 im Alter von 65 Jahren in Berlin. Sein Grab befindet sich auf dem Kaiser-Wilhelm-Gedächtnis-Friedhof in Berlin-Westend. Der um 1902 errichtete, hohe und schlanke Jugendstil-Grabstein aus Marmor mit einer trauernden Muse und einem Profilporträt von Betz in Reliefform ist ein Werk des Bildhauers Max Fichte. Die letzte Ruhestätte von Franz Betz war von 1987 bis 2009 als Ehrengrab des Landes Berlin gewidmet.

## Repertoire

### Titelrollen
- Hans Sachs in Die Meistersinger von Nürnberg, UA München 21. Juli 1868, Bayreuth 1889, Dresden 1897
- in Falstaff von Giuseppe Verdi, Berliner EA 1894
- in Don Giovanni von Wolfgang Amadeus Mozart
- in Hans Heiling von Heinrich Marschner
- in Wilhelm Tell von Gioacchino Rossini
- Der Holländer in Der Fliegende Holländer

### Weitere Rollen

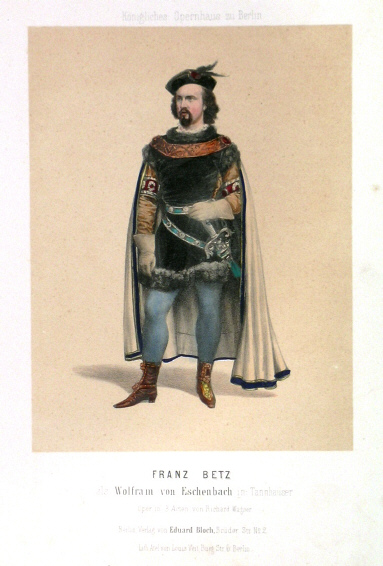
Franz Betz als Wolfram von Eschenbach

- Nelusco in Africaine von Meyerbeer, dt. EA Berlin 1865
- Amonasro in Aida von Giuseppe Verdi, deutsche EA 1874
- Ein Wanderer in Siegfried, UA 1876
- Wotan in Der Ring des Nibelungen, erste Gesamtaufführung 1876
- Kurwenal in Tristan und Isolde, Bayreuth 1889
- Alfonso in Lucrezia Borgia von Donizetti
- Graf Luna im Troubadour
- Germont-père in La traviata
- König Salomo in Die Königin von Saba von Karl Goldmark
- Lysiart in Euryanthe von Carl Maria von Weber
- Marke in Tristan und Isolde
- Orestes in Iphigenie auf Tauris von Christoph Willibald Gluck
- Pizarro in Fidelio von Ludwig van Beethoven
- Seneschall in Jean de Paris von Boieldieu
- Siegfried in Genoveva (Oper) von Robert Schumann
- St. Bris in Die Hugenotten von Giacomo Meyerbeer
- Templer in Der Templer und die Jüdin von H. Marschner
- Tristan in Jessonda von Louis Spohr

### Sonstige Beteiligungen
- in Der Stern von Turan von Richard Wüerst, UA 1864, Berliner Hofoper
- in Frithjof von B. Hopffner, UA 1871
- in Hermione von Max Bruch, UA 1872
- in Cesario von Wilhelm Taubert, UA 1874
- in Die Makkabäer von A. Rubinstein, UA 1875
- in Ekkehard von J.J. Abert, UA 1878
- in Genesius von F. von Weingartner, 1892

## Sonstiges
Franz Betz sang das Basssolo in Beethovens 9. Sinfonie zur Grundsteinlegung des Bayreuther Festspielhauses.